# PeaZip
PeaZip ist ein quelloffenes, plattformübergreifendes und portables Packprogramm. Neben dem eigenen Archivformat PEA unterstützt es über 20 Formate zum Komprimieren und mehr als 200 beim Entpacken (Stand 2021).

## Details
Der Quellcode ist überwiegend in Free Pascal unter Verwendung der Entwicklungsumgebung Lazarus geschrieben; das Programm ist unter der LGPL für Windows und Linux freigegeben. Es ist erhältlich als Installationspaket (Windows-Installer, DEB, RPM, Slackware .tgz) und als portables Paket, das nicht installiert werden muss und das System nicht verändert, jeweils als 32- und 64-Bit-Variante. Die Software läuft auch unter Windows ab 2000, ReactOS und Wine.
PeaZip verfügt über ein eigenes Archivformat, PEA, das Komprimierung, Aufteilung in mehrere Archive und flexible Schemata für zertifizierte Verschlüsselung und Integritätsprüfung unterstützt, sowie andere weit verbreitete Formate mit Schwerpunkt auf offenen Formaten wie 7z und PAQ.

## Funktionen
Das Programm ermöglicht das Durchsuchen von Archiven im Navigations- oder Schnellmodus, wobei verschiedene Ein- und Ausschlussfilter angewendet werden können und mehrere Archive auf einmal komprimiert oder extrahiert werden können.
Während die zu komprimierenden Objekte spezifiziert werden, kann PeaZip auch das Layout des Archivs wiederherstellen und bearbeiten sowie die Komprimierung und Verschlüsselung für die unterstützten Formate vornehmen.
Der Standard-Ausgabepfad kann sowohl für das Packen als auch für das Entpacken angegeben werden. Für einen einzelnen Vorgang kann er geändert werden.
Für sowohl Packen als auch Entpacken kann die job definition als Kommandozeile (zu Lern- oder Skriptzwecken) gespeichert werden. Dadurch erhält man ein detailliertes Protokoll über den Vorgang.
Archive können in unterschiedlichem Ausmaß geteilt/zusammengefügt, ausführbare Dateien mit strip/UPX komprimiert sowie zufällige Passwörter und Schlüsseldateien zu erstellt werden.
Die meistgenutzten Funktionen des Programms sind auch im Senden an bzw. Kontextmenü (Windows) bzw. als .desktop-Dateien für Kontextmenüs (Linux-Versionen) vorhanden.
Die Benutzeroberfläche kann in Bezug auf Transparenz, einige Farben und Icons angepasst werden.

### Unterstützte Formate
- Native Unterstützung: 7z, 7z-SFX, bzip2/TBZ, FreeArc, gzip/TGZ, PAQ8 / LPAQ / ZPAQ, PEA, QUAD / BALZ / BCM, Teilarchive (.001), tar, WIM, XZ, ZIP

- Teilweise Unterstützung (Durchsuchen/Testen/Extrahieren):ACE, ARJ, CAB, CHM, cpio, deb, ISO-CD/DVD-Abbilder, Java-Archive (JAR, EAR, WAR), LPAQ1, LPAQ5, lpaq8 (Lesen/Schreiben), LZH, NSIS-Installer, OpenDocument-Dateitypen, PAQ8O, PET/PUP (Puppy Linux Installer), PAK/PK3/PK4, RAR, RPM, SLP (Stampede Linux package), u3p (Lesen), Z, ZIPX... (> 200)

## Weiteres
PeaZip dient außerdem als grafisches Frontend für u. a. die folgenden Open-Source- oder Freeware-Programme:
- Pea Programm (grafisch) vom selben Autor
- Igor Pavlovs 7-Zip und myspaces POSIX-Port von 7z unter Linux
- PAQ8, LPAQ, ZPAQ: Matt Mahoney (Bill Pettis PAQ8JD)
- Ilia Muravievs QUAD, BALZ, BCM
- GNU Strip und UPX
- UNACEV2.DLL 2.6.0.0 (gebührenfreie UNACEV2.DLL-Lizenz) und UNACE für Linux (gebührenfreie UNACE for Linux-Lizenz), Marcel Lemke, ACE Compression Software

Die meisten dieser Werkzeuge können sowohl im Konsolenmodus als auch über eine grafische Benutzeroberfläche bedient werden.